# Herman Heinrich Louis Schwanenflügel
Herman Heinrich Louis Schwanenflügel (ved dåben: von S.-Kühné) (17. maj 1844 i København – 5. februar 1921 sammesteds) var en dansk historisk forfatter
Schwanenflügel var søn af fuldmægtig ved Sjællands Stiftamt, senere klosterforstander i Slagelse, kancelliråd Herman Ditlev Othello von Schwanenflügel-Kühné (1809-1865, navneforandring fra S. 23. marts 1844) og Kirstine Sophie Frederikke Wamberg (1809-1897), blev student fra Sorø Akademi 1864, studerede en kort tid teologi, men forlod dette studium for det historiske, i hvilket han bestod magisterkonferens 1874, efter i nogle af de mellemliggende år at have været huslærer. Han var lærer i dansk ved Navigationsskolen 1874-84, ved højere pigeskoler i København 1882-98, i historie ved Officerskolen fra 1897 og eksaminator ved Københavns Universitets Præliminæreksamen 1897-1910.
Schwanenflügels sensitive gemyt bragte ham for en stund i nært forhold til 1870'ernes "Moderne gennembrud", som dets kølighed over for flere af livets centrale spørgsmål imidlertid senere fjernede ham fra. Han var også en nær ven af den ældre litteraturhistoriker Kristian Arentzen.
Schwanenflügel debuterede i litteraturen med en monografi over Wergeland (1876); en årrække gik nu med udarbejdelsen af det dygtige, men ensidige værk, Oldtidens Kulturhistorie (afsluttet 1884), hvis tendens Schwanenflügel senere selv har brudt staven over. 
De følgende arbejder blev en række monografier til den danske litteraturs historie, nemlig den omfattende Ingemanns Liv og Digtning (1886), Peter Andreas Heiberg (1891), med hvilken Schwanenflügel erhvervede den filosofiske doktorgrad, og et mindre arbejde om Carl Bernhard (1895). 
Ved siden heraf er gået en virksomhed som historisk lærebogsforfatter, og Schwanenflügel har her fortjenesten af først at have understreget i praksis den pædagogiske betydning af undervisning i kulturens historie. 
En fortsat indre udvikling i religiøs retning satte sit præg i hans omfattende levnedstegning af J.P. Mynster (2 bind, 1900—01), hvis fortale giver et ikke uvigtigt bidrag til dens forfatters biografi. Endvidere udsendte Schwanenflügel i hundredåret for H.C. Andersens fødsel en levnedstegning af denne (1905), og har ligeledes mindededes Carl Bagger i en monografi (1907). Schwanenflügel blev titulær professor 1908 og Ridder af Dannebrog 1911.
Han er begravet på Bispebjerg Kirkegård.